# Lluïsa Llop i Fernàndez
Lluïsa Llop i Fernàndez (Barcelona, 19 de desembre de 1970) és una diplomada en ciències empresarials i política catalana, diputada del parlament de Catalunya durant la XII legislatura. Està afiliada a Esquerra Republicana.
Establerta a Gelida, ha participat activament en nombroses associacions locals i des del 1998 a la secció de Gelida d'Esquerra Republicana. L'any 2004 comença a militar en aquest espai. Des del 2007 és regidora per Esquerra en aquest municipi. L'any 2011 i 2015 encapçalà la candidatura d'Esquerra a les eleccions municipals quedant en segona posició i restant a l'oposició durant aquells mandats. A les eleccions municipals del 2019 revalidà com a cap de llista, aquest cop també quedà com a segona força al consistori. Tot i això, un pacte a quatre bandes amb Primàries, la CUP i En Comú, aconseguí la majoria alternativa a la primera força (PSC) i la nombrà alcaldessa de Gelida pel període 2019 - 2023, sent la primera alcaldessa dona de Gelida de la història.
Des del Juny del 2018 és diputada per Esquerra Republicana arrel de la renúncia a l'acta de diputat dels consellers Chakir El Homrani i Alba Vergès.